# Я вибрав кохання
«Я вибрав кохання» (фр. J'ai choisi l'amour, італ. Ho scelto l'amore) — французько-італійська комедія 1953 року режисера Маріо Зампі з Ренато Расчелом та Марісою Паван у головних ролях. Фільм був знятий на студії Cinecittà в Римі.